# EPIC (폼 팩터)
산업용 임베디드 플랫폼(Embedded Platform for Industrial Computing, EPIC)은 컴퓨터 폼 팩터의 한 종류이자 산업용 품질의 단일 보드 컴퓨터 표준으로, 2004년부터 2016년까지 사용되었다.

## 역사
EPIC 표준은 윈시스템즈(WinSystems), 버사로직(VersaLogic), 옥타곤 시스템즈(Octagon Systems), 마이크로/시스(Micro/sys), 암프로(Ampro)의 공동 노력으로 개발되었다. 이 표준을 사용하는 단일 보드 컴퓨터는 2004년부터 시판되었다.
EPIC-SBC 그룹은 2016년경까지 웹사이트를 운영했다.
EPIC 모듈의 크기는 6.5 × 4.5 인치 (165 × 114 mm)로, PC/104-플러스와 임베디드 보드 확장(EBX) 표준의 중간이다.
이 표준은 PC/104 및 PC/104-플러스 확장을 모두 지원하며, 이를 위한 수백 개의 I/O 모듈이 제공되었다. I/O 연결은 핀 헤더 또는 PC 스타일 커넥터로 가능하다. 이 표준은 이더넷, 직렬 포트, 디지털 및 아날로그 I/O, 비디오, 무선 및 다양한 애플리케이션별 인터페이스와 같은 기능을 구현하기 위한 특정 I/O 영역을 제공한다. 또한 PCI 익스프레스와 같은 직렬 버스도 지원했다.